# Ratusz w Ulm
Ratusz w Ulm – renesansowy ratusz miejski, zlokalizowany na Starym Mieście w Ulm, w pobliżu tamtejszej katedry.
Po znaczących zniszczeniach wojennych, obiektowi przywrócono pierwotny wygląd z 1540 (m.in. północny fronton i przejście z arkadami). Elewację zdobią freski miejscowego artysty Martina Schaffnera, o bardzo rozbudowanej palecie barw. Wyobrażają m.in. alegorie cnót i przywar ludzkich. Na południowej ścianie dominują sceny batalistyczne, handlowe i rzeczne (w pobliżu przepływa Dunaj - niegdyś źródło utrzymania wielu mieszkańców miasta). 
Między oknami ustawione są posągi elektorów, pochodzące z XIX wieku, których autorem był mistrz Hartmann. 
Najbardziej okazała jest fasada wschodnia z posągami Karola Wielkiego, królów czeskich, węgierskich oraz giermków. Całość uzupełnia zegar astronomiczny z 1520.
Wewnątrz ratusza mieszczą się pamiątki - kopia machiny latającej, użytej w 1811 przez Albrechta Berblingera (Krawca z Ulm), który podjął nieudaną próbę przelotu nad Dunajem, a z czasem stał się miejskim bohaterem. W budynku funkcjonuje też bawarska restauracja.
W 1944 odbył się na ratuszu pogrzeb marszałka Erwina Rommla, który popełnił samobójstwo po nieudanym zamachu na Hitlera. 